# 马希连·国柏
马希连·国柏神父（英語：Maximilian Kolbe，又译马希连·高比，1894年1月7日—1941年8月14日），原名雷蒙·国柏（Raymond Kolbe），部分文献简称为圣国柏或圣高比，中国大陆天主教会翻译为马克西莫·柯尔贝，方濟會士、天主教殉道圣人。

## 生平

### 童年
马希连·国柏出生在俄罗斯帝国一个叫棕斯卡·瓦拉的村庄（今属波兰）。他的父亲是德裔人士，他的母亲是波兰原住民，他是家里的第二个孩子。
后来，他们全家搬迁到帕比亚尼采，以编篮为生。不久，他的母亲又当起了接生婆，还在租来的房子的一侧开起了小商店，卖一些日用百货。他的父亲则到一家磨坊工作，并租了一块农田种些蔬菜补贴家用。1914年，他的父亲加入了约瑟夫·毕苏斯基的波兰军团，为波兰独立运动效力。不久后，他的父亲被俄国人抓获，并处以绞刑。
据说，他在小时候曾经得到圣母玛利亚的显现，并深重地影响了他的一生。他自己是这样描述那次显现的：
|  | 那天晚上，我向天主之母祈祷，向她询问我的将来。她显现给我，手里拿着两个皇冠，一个是白的，一个是红的。她问我想选择哪一个。白色象征着我将度坚守贞洁的生活，红色象征着我将成为殉道者。我说我都想要。 |

### 求学
1907年，国柏和他的哥哥弗兰西斯决心加入方济住院会。他们偷越国境，来到奥匈帝国境内的利沃夫，进入方济住院会的小修院学习。他在1910年9月4日成为初学生，并获得一个新的名字“马希连”。1911年9月5日，国柏发了初愿。次年，他被派往罗马额我略大学修读哲学。1914年11月1日，他在罗马发终愿。1915年，在完成哲学课程的学习以后，国柏又开始了神学课程的学习。1918年4月28日，国柏在罗马晋铎。 1919年7月22日，国柏神父完成了他的神学课程，顺利获得了神学博士学位。

### 司铎生涯
完成学业后的国柏神父，很快被教会指派到卡考的一所修院教授教会史。
在教学工作之余，国柏神父投身于他在罗马时，和6名同修院修士共同创立的圣母骑士组织的建设。在他的努力下，“圣母骑士”得到快速的发展。在当时，“圣母骑士”俨然成为一个庞大的传媒集团。他们办的报纸发行量一度达到二十三万份，月刊的发行量更超过了一百万份。他们甚至还办起了广播电台，宣扬天主教教理。

### 集中营中
二战爆发后，国柏神父为波兰地区的难民提供避难所，其中有2000名左右的犹太人。1941年2月17日国柏神父被盖世太保逮捕，同年5月被投入奥斯威辛集中营。该年7月底，有3名囚犯从奥斯威辛逃脱，集中营指挥官下令挑出10名囚犯投入禁闭室饿死，以恫吓企图逃跑者。当一名叫弗朗西斯克·加容尼策克的囚犯被挑中时，哀求道“我还有妻子和儿子！”国柏神父听到后主动要求替其赴死，得到许可。
在禁闭室内，国柏神父为其他囚犯每日举行弥撒直至其体力不支，其间通过同情他的看守得到少量面包和酒作为给予信徒的圣体圣血。经历了两周的饥渴交加后，只有国柏神父和其他三人还活着。集中营卫兵为了腾空禁闭室，讓他注射了致命剂量的苯酚。据在场目击者回忆，国柏神父在赴死前从容地举起左臂注射。
国柏神父死后次日，也就是圣母升天节那天，他的尸体被投入焚尸炉，骨灰随后被丢弃。
被国柏神父救下的囚犯弗朗西斯克·加容尼策克在奥斯威辛幸存到战后，其妻子亦得以幸免，然而其儿子在战争结束前夕死于苏联红军的炮击。在1971年和1982年，弗朗西斯克·加容尼策克两次受教廷邀请出席国柏神父的宣福礼和封圣礼。

## 身后
1971年10月17日，教宗保禄六世在圣伯多禄大殿宣布马希连·国柏神父为真福。1982年10月10日，教宗若望·保禄二世宣布马希连·国柏神父为圣人。
1998年，圣公会的著名教堂西敏寺西大门上方塑起了他的塑像，在他的塑像的旁边，还有另外九尊在20世纪殉道的基督教殉道者的塑像，包括来自圣公会的鲁温大主教和梅思默拉血洗者，来自天主教的羅美洛 （页面存档备份，存于）总主教，来自东正教的俄罗斯的圣伊丽莎白平信徒以及来自其他基督教教派的马丁·路德·金牧师、潘霍华牧师、王志明牧师、以斯帖·约翰平信徒和塔皮迪平信徒。